# Бадран, Марго
Марго Бадран (род. 4 декабря 1936) – одна из первых исследовательниц исламского феминизма.
Почётный научный сотрудник Центра мусульманско-христианского взаимопонимания им. Алвалида при Джорджтаунском университете и научный сотрудник Международного центра ученых Вудро Вильсона. Преподавала и читала лекции в университетах США, Европы, Ближнего Востока, Африки, Южной Азии и Юго-Восточной Азии.
Имеет большое количество публикаций в популярной прессе.

## Образование
Бакалавр: Тринити-колледж;
Магистр: Гарвардский университет;
Дипломная работа: Университет Аль-Азхар, Каир;
Ученая степень: Оксфордский университет

## Взгляды
Марго Бадран стала автором ряда определений интеллектуального и общественного движения исламского феминизма, которые она выработала за десятки лет исследований. По мнению специалистов, её интерпретации близки к позиционному феминизму, в числе прочего:
«Исламский феминизм, который при формировании самопонимания и своей легитимности опирается на Коран, стремится обнаружить права и справедливость для женщин, как и для мужчин, в тотальности их бытия. Исламский феминизм крайне полемичен и в то же время имеет четкие границы. Вокруг него было много непонимания, неверных интерпретаций и клеветы. Этот новый феминизм дал основания одновременно и для надежд, и для страхов»
«…феминизм – это цветок, который вырастает лишь в своей родной почве»
Себя Марго Бадран также считает феминисткой, что, по её мнению, не должно усложнять исследовательскую работу, раз она изучает других феминисток. В этом смысле она рассматривает проблемы культурных границ, соотношения и разделения взглядов исследователя и носителя культуры, множественной природы самопонимания и самоопределения личности.
Она считает, что поддержка феминизма не является спецификой отдельных стран, потому что он стал мировым движением, и исламский феминизм теперь тоже транснационален: "Идентичности, связанные с феминизмом, не прикреплены к одному конкретному месту, и действительно, некоторые из направлений феминизма, такие как исламский феминизм, по определению не признают границ <между культурами>. Я не думаю, что идентичности неизменны, но считаю, что они глубоко проницаемы, и я остро осознаю, что наши идентичности множественны, мы живем ими всеми одновременно. Я сама признаю множество феминистских идентичностей, в том числе исламскую феминистскую идентичность (важно понять: она связана не с общинной идентичностью, а с дискурсивной позицией). С этим пониманием и на основе моего многоуровневого и разнообразного опыта я подхожу к транснациональному феномену исламского феминизма и своей задаче исследовать, как он способствует продвижению прав человека и демократии во всем мире".

## Публикации
- Feminists, Islam, and Nation. 1996
- Opening the Gates, Second Edition: An Anthology of Arab Feminist Writing. 2004
- Feminism Beyond East and West: New Gender Talk and Practice in Global Islam. 2007
- Feminism in Islam: Secular and Religious Convergences. 2009
- Gender and Islam in Africa: Rights, Sexuality, and Law. 2011
- From Islamic Feminism to a Muslim Holistic Feminism. 2011